# 木板

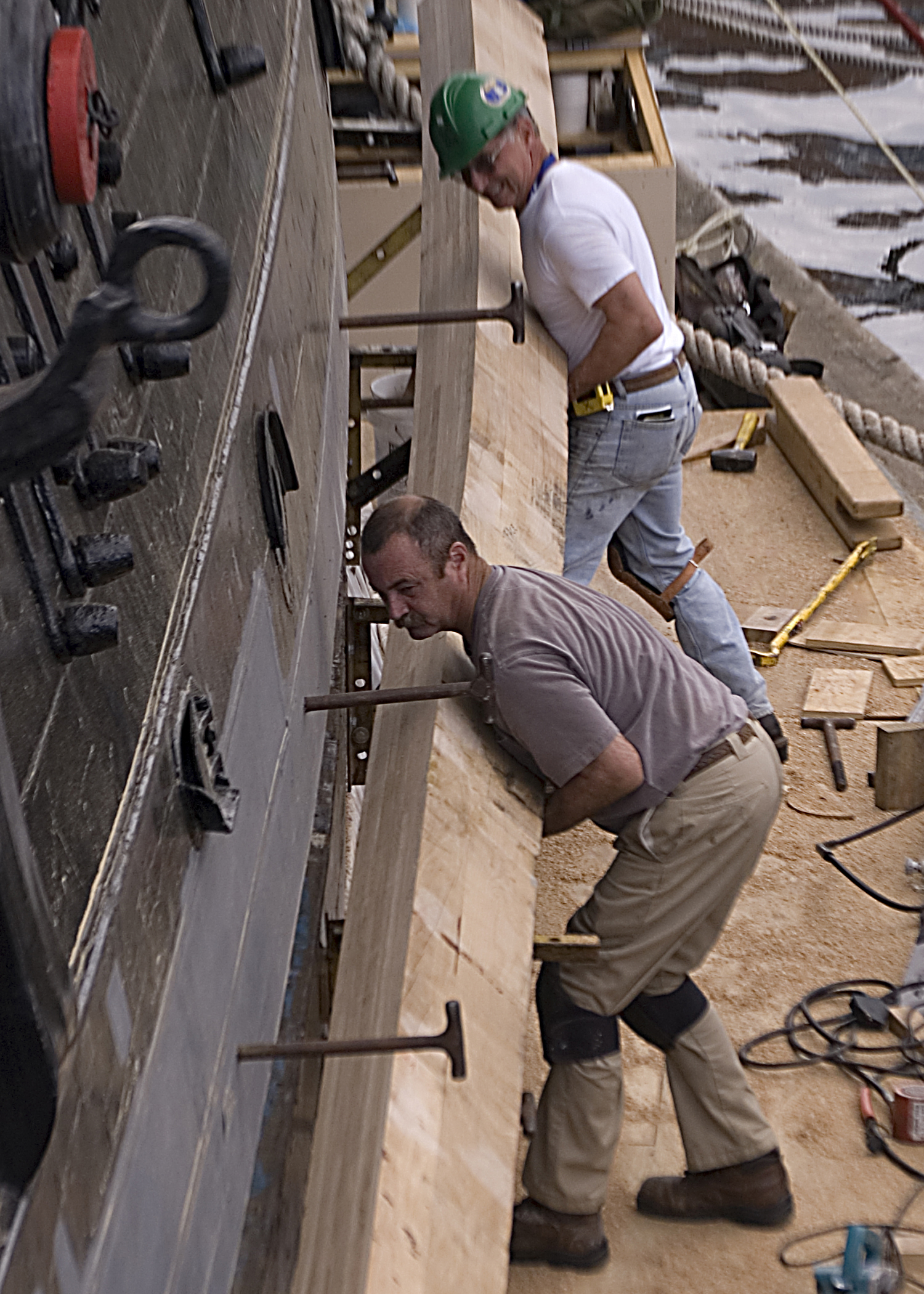
用于修理船舶的木板

木板是一種扁平、细长、长方形木材。木板主要用于船舶建造（自20世纪以来，为了降低成本并提高耐用性，木材在船舶建造中已被钢铁取代）、房屋、桥梁等領域。 木板也用於架子和桌子的製作。

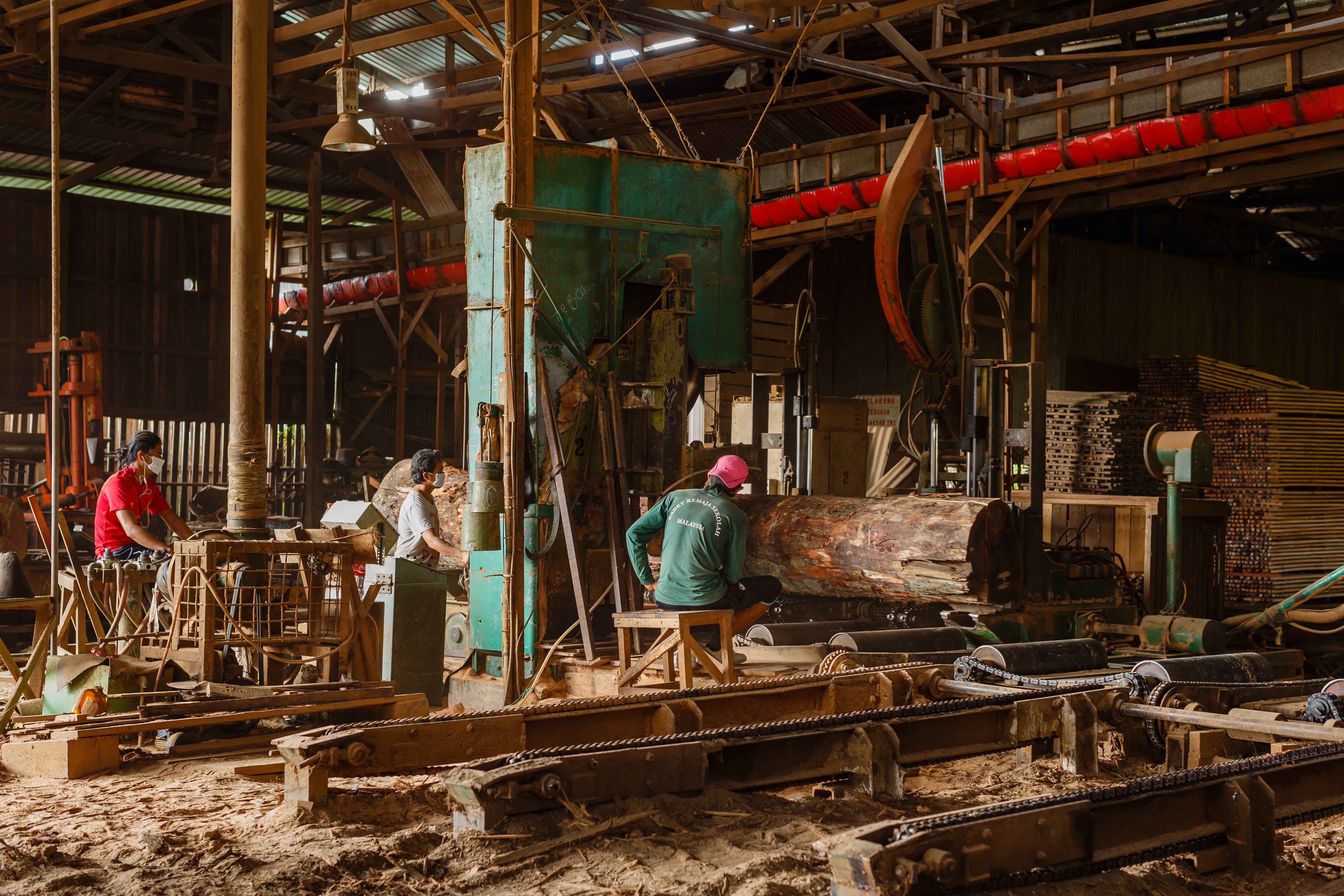
锯木厂的工人将原木切割成木板